# Hiliganoita
Hiliganoita is een bestuurslaag in het regentschap Nias van de provincie Noord-Sumatra, Indonesië. Hiliganoita telt 1194 inwoners (volkstelling 2010).